# Rouxeville
Rouxeville település Franciaországban, Manche megyében. Lakosainak száma 381 fő (2018. január 1.). Rouxeville Saint-Germain-d’Elle, Lamberville, Notre-Dame-d’Elle, Précorbin, Saint-Jean-d'Elle és Vidouville községekkel határos.

## Népesség
A település népessége az elmúlt években az alábbi módon változott:
| Lakosok száma | 253  | 230  | 178  | 288  | 299  | 320  | 340  | 346  | 378  | 381  |
|               | 1962 | 1968 | 1982 | 1990 | 1999 | 2008 | 2011 | 2013 | 2017 | 2018 |